# Devscirme

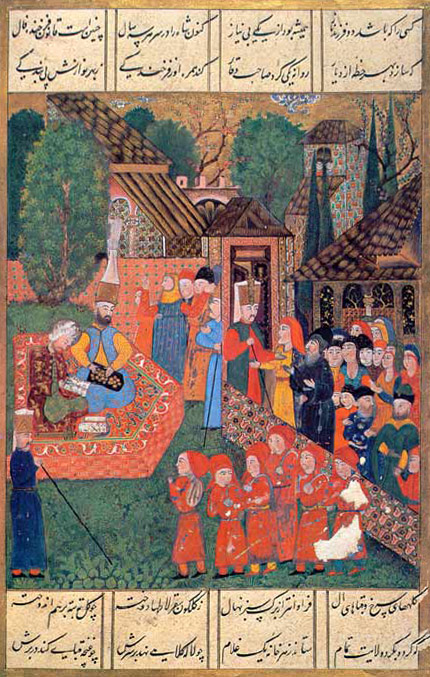
"Tassa di sangue", miniatura ottomana (opera del miniaturista e scienziato Matrakci Nasuh) dal Süleymanname (ricco codice illustrato sulle gesta di Solimano), 1558; l'incisione rappresenta giovani strappati con la forza dalle loro famiglie per crescere prigionieri e poi assurgere, in non pochi casi, ad incarichi dell'élite amministrativa e militare ottomana.

La pratica del devscirme (talvolta indicato anche come devsirme; turco: devşirme, lett. "raccolta"; da devşirmek, "raccogliere"; greco: παιδομάζωμα, pedomàzoma, "raccolta di bambini"; albanese : korrje rumeno: tribut de sânge; serbo: данак у крви o danak u krvi; bulgaro: кръвен данък, krăven danăk;  "tassa di sangue") era un sistema di arruolamento forzoso in vigore dal XIV al XVII secolo nei territori cristiani conquistati dall'Impero ottomano e ordinato dai sultani come una forma di normale tassazione per formare un esercito di schiavi leali (in precedenza costituito soprattutto da prigionieri) e reclutare la classe di amministratori (militari) dei "Giannizzeri", o di altro personale da dedicare per esempio al servizio di custodia nei bagni pubblici (Hammam). Questi ragazzi erano detti acemi oğlanlar ("ragazzi coscritti") ed erano per la gran parte cristiani rinnegati provenienti dalla regione balcanica, di cultura serba, ungherese e albanese.

## Storia
Il sistema del devscirme aveva un precedente nelle prime dinastie islamiche (ad esempio gli Abbasidi) che impiegavano schiavi per formare eserciti, specialmente guardie, leali al loro signore oltre a fornire un serbatoio di manodopera che era al di fuori della competizione politica (anche se più spesso di quanto non si credesse appoggiò in modo determinante congiure di Palazzo). I discendenti di questi schiavi formavano i cosiddetti mamluk ("mamelucchi" o ghulam, "servitori")  turchi che operarono al comando del Califfo al-Mu'tasim, avviando una fase di progressiva anarchia istituzionale nel momento in cui morì il Califfo al-Mutawakkil.
L'istituto del devscirme costituì un efficiente sistema di reclutamento - per quanto oggi sia moralmente aberrante il fenomeno dei bambini soldato- di futuri soldati e governatori nel periodo ottomano. Istituito da Murad I (Sultano dal 1359-1389), esso costituiva un grande serbatoio di manodopera, atto a far affluire forze professionalmente addestrate e, in teoria, fedelissime al potere, al fine di costituire i propri eserciti, così da far fronte alle continue guerre di espansione cercate dall'Impero e reprimere le insurrezioni.
Per questa ragione le terre appena conquistate erano "tassate" dei loro giovani chiedendo a ciascuna provincia di dare al Sultano un numero prestabilito di figli di contadini tra i 12 ed i 16 anni. Nei primi tempi questi ragazzi venivano da famiglie di cristiani. I ragazzi, essendo giovanissimi e lontani per sempre dalle loro famiglie, alla fine tendevano a convertirsi per usufruire dei notevoli vantaggi che si accompagnavano alla condizione di musulmano in terra d'Islam. Se non proprio i coscritti, quanto meno i loro figli erano musulmani e per questo non erano soggetti a devşirme, così da evitare la nascita di una casta ereditaria come quella dei Mamelucchi siro-egiziani.
I ragazzi erano presi ogni anno dalle terre cristiane, prima soprattutto dai Balcani (greci, croati, bosniaci, bulgari, serbi ed albanesi); nel XVII secolo per la maggioranza dall'Ucraina e dalla Russia meridionale. Il primo passo della loro formazione prevedeva la permanenza presso famiglie di contadini turchi per apprendere la lingua e irrobustirsi fisicamente prima di essere trasferiti nella capitale o in una qualche altra guarnigione di addestramento.
L'addestramento di questi acemi ocağı prevedeva una formazione sia bellica che culturale: calligrafia, teologia, letteratura, legge islamica e lingue. Solo di giannizzeri esistevano 196 orta (compagnie), e non meno di 14 erano in Rumelia (Europa) mentre 17 erano stanziate in Anatolia (Asia), destinate esclusivamente al loro addestramento; dopo l'abolizione del devşirme, solo quattro di queste non furono sciolte.
Raggiungendo l'età adulta, i più brillanti erano scelti per fare carriera nella corte ed i più abili potevano anche aspirare al titolo di Gran visir, il potentissimo primo ministro e comandante militare del sultano. Gli altri erano distribuiti tra le varie unità dei giannizzeri o altre truppe di élite a corte. Così, dei ventisei Gran Visir dei quali è nota l'origine, undici erano armeni, sei greci mentre altri erano circassi, georgiani, serbi, albanesi e solo cinque turchi. Alcuni lasciarono un segno indelebile nella storia dell'impero: Mehmed Paşa Sokolovič (gran visir di tre sultani e di origine serba), Mehmet Ali (di origine albanese) o Ibrāhīm Pascià (albanese di Kavala).
Il devşirme cominciò a decadere nel XVI e XVII secolo per diverse ragioni, tra cui l'arruolamento anche di musulmani. A partire dal 1568 il pagamento della 'tassa di sangue' era pretesa solo occasionalmente e nel 1648 fu ufficialmente abolita; tentativi di reintrodurla fallirono per la resistenza opposta dai membri turchi dei giannizzeri (ormai una casta chiusa ed elefantiaca) nel 1703, che ottennero che i posti disponibili fossero a disposizione di loro familiari.

## Antropologia culturale
Le famiglie dei giovani cristiani vedevano l'istituto come una minaccia per la loro identità culturale poiché, una volta partiti, i loro figli non sarebbero più stati rivisti. Temevano, inoltre, che alcuni di loro fossero destinati a diventare schiavi sessuali degli alti ufficiali turchi e facevano del loro meglio per tener nascosta la loro prole maschile.
Il devşirme, chiamato "tassa di sangue" in molte lingue balcaniche, è giudicato come una delle peggiori manifestazioni dell'oppressione che colpiva i popoli cristiani dell'Impero ottomano. Città come Pera e Giannina, che si erano arrese senza combattere agli invasori ottomani, ottennero in cambio l'immunità dal devşirme. I genitori che si opponevano a questa pratica venivano sovente uccisi.
I musulmani bosniaci, invece, negoziarono il pagamento di questa tassa. Pur sapendoli destinati a diventare schiavi del sultano e musulmani per fede, alcuni consideravano invece un onore offrire i loro figli, anche perché questo assicurava loro di raggiungere posti di privilegio nella società ottomana, consentendo oltretutto di sfuggire ad una vita di fame e stenti. Ci sono resoconti, inoltre, che narrano di famiglie musulmane che tentavano di inserire, attraverso pressioni o subornazioni, i loro figli tra quelli scelti, sebbene la cosa fosse esplicitamente proibita.
Il reclutamento non era indiscriminato. Ad esempio non potevano essere presi bambini la cui assenza avrebbe messo in difficoltà le famiglie (ad esempio i figli unici). Spesso vi furono tuttavia soprusi con funzionari che rapivano bambini in soprannumero per farli riacquistare dai genitori. Per quanto riguarda l'età, non dovevano essere né troppo giovani per poter affrontare il lungo viaggio per raggiungere le famiglie della loro prima destinazione, né troppo grandi per far sì che si convertissero all'Islam ed accettassero più facilmente di essere sistemati in famiglie turche. Il reclutamento dei cristiani rispondeva ad un altro obiettivo strategico: bilanciare in campo amministrativo e militare il peso della vecchia nobiltà turca, che invece era incanalata nel campo dell'istruzione, in quello legislativo, della religione musulmana e nelle truppe regionali, al fine di favorire lo spirito di divisione dei compiti e dei diritti, utile alla coesione di un impero multi-etnico e multi-culturale come quello ottomano.